# Templo de Meridian
El templo de Meridian es uno de los templos construidos y operados por la Iglesia de Jesucristo de los Santos de los Últimos Días, el número 158 construido por la iglesia y el quinto templo en el estado de Idaho. El edificio se asienta en una colina a orillas del río Boise, a unos 20 min de la capital del estado. El diseño del templo difiere del tradicional usado para los templos SUD, en especial porque carece de pináculos, pareciéndose al del templos de Carston en Canadá y el templo de Laie, en Hawái. El templo de Meridian cuenta con una estatua clásica del ángel Moroni.

## Construcción
Los planes para la construcción del templo en la ciudad de Meridian se anunciaron en la conferencia general de la iglesia el 4 de abril de 2011 por el entonces presidente de la iglesia Thomas S. Monson. Tras el anuncio público, la iglesia en esa ciudad buscó un lugar adecuado seleccionando un terreno localizado en un área residencial en desarrollo al norte de la ciudad. El 8 de agosto de 2013, la Comisión de Planificación y Zonificación del Condado de Ada aprobó la solicitud de uso condicional, el plan maestro del sitio de construcción, el desarrollo de laderas, la carretera privada, el ajuste de límites de propiedad, la jardinería, la iluminación y la aprobación de señalización para el Templo. La audiencia pública duró cuatro horas y media y culminó con una votación a favor de los planes con una restricción en los detalles de la iluminación nocturna.
El 23 de octubre de 2013, después de una segunda audiencia pública, los comisionados del condado votaron para mantener la aprobación concedida por la Comisión de Planificación y Zonificación del proyecto del Templo de Meridian. La audiencia se convocó después de que un residente apelase la decisión de la comisión del 8 de agosto, diciendo que el templo tendría un impacto adverso en el disfrute continuo de su propiedad. Unas 60 personas prestaron testimonio durante la audiencia, cerca del 80 por ciento en favor del templo. El residente había apelado argumentando que el tamaño del templo, su iluminación, el ruido proveniente del edificio y la contribución al tráfico supondrían una intrusión en su vida y el uso y disfrute de su propiedad.

## Dedicación
La ceremonia de la palada inicial fue llevada a cabo el 23 de agosto de 2014 por el apóstol mormón David A. Bednar, frente a una congregación de fieles de unos 350.
El Templo de la ciudad de Meridian fue presentado durante una casa abierta pública del 21 de octubre y hasta el 11 de noviembre de 2017. Como es costumbre previo a la dedicación de los templos SUD, se presentó una celebración cultural llevada a cabo el 18 de noviembre de ese mismo año. El templo fue dedicado por Dieter F. Uchtdorf al día siguiente, el domingo 19 de noviembre de 2017 en tres sesiones. La dedicatoria fue transmitida a los miembros de la Iglesia en Idaho y otras regiones pertenecientes al distrito del templo. El bloque de tres horas de reuniones dominicales fue cancelado ese domingo para que las mencionadas congregaciones permitieran a sus fieles participar en la dedicación del edificio.